# هاون ومدقة
الهاون والمدقة أو المهباج من الأدوات المستخدمة منذ القدم في تحضير المكونات أو المواد عن طريق سحقها وطحنها إلى معجون ناعم أو مسحوق في المطبخ والمختبر والصيدلة. الهاون هو وعاء، مصنوع عادة من الخشب الصلب، المعادن، السيراميك، أو الحجر الصلب، مثل الجرانيت. المدقة هي أداة ثقيلة على شكل المضرب. يتم وضع المادة المراد طحنها، والتي قد تكون رطبة أو جافة، في الهاون، حيث يتم ضربها بالمدقة وسحقها حتى الوصول إلى النسيج المطلوب.

## التاريخ

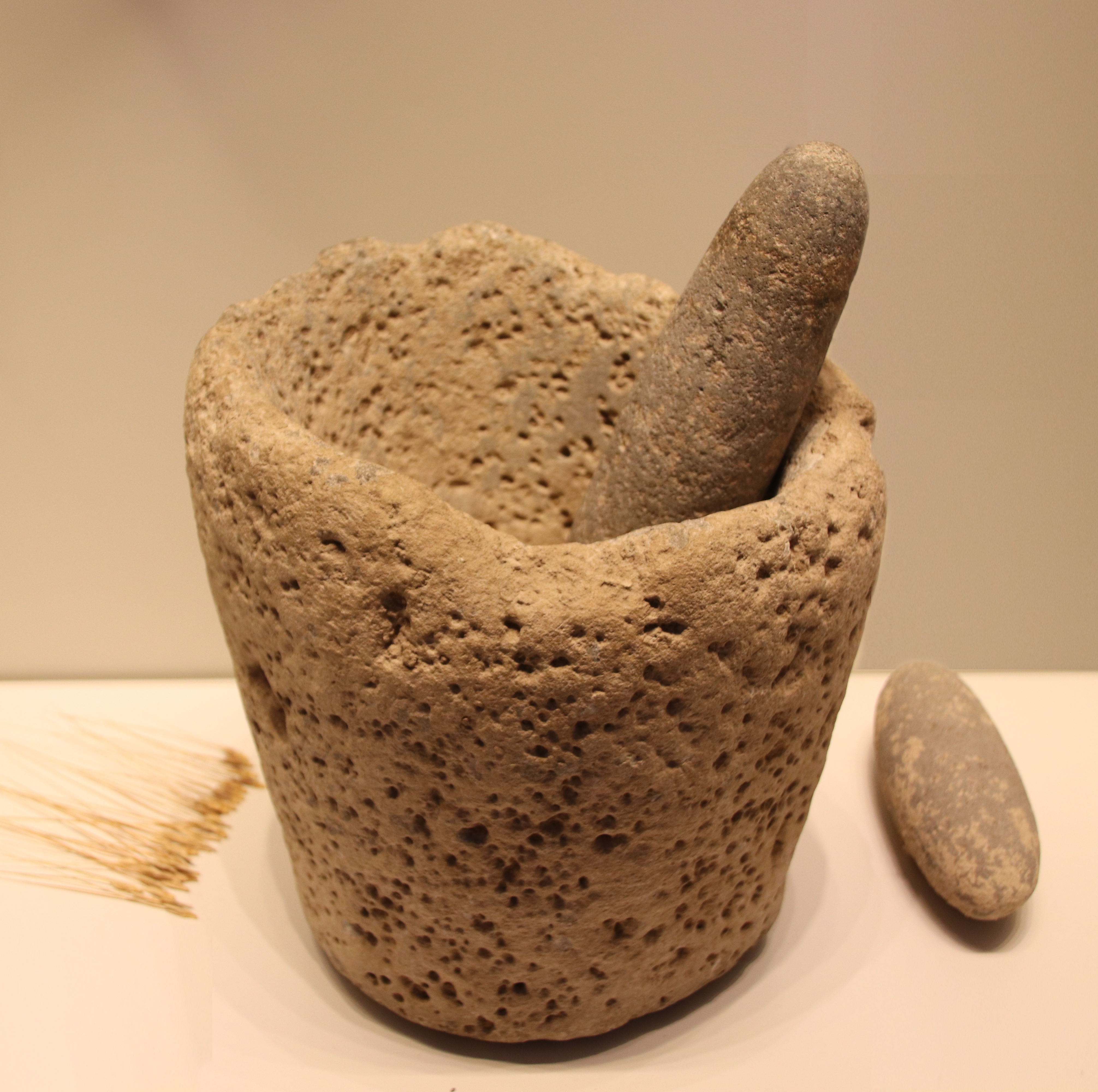
هاون ومدقة من العصر الحجري ، ثقافة الكباران، 22000-18000 ق

اكتشف العلماء أن الهاون والمدقات قديمة ووجدوا أنه في جنوب غرب آسيا تعود إلى ما يقرب من 35000 قبل الميلاد.

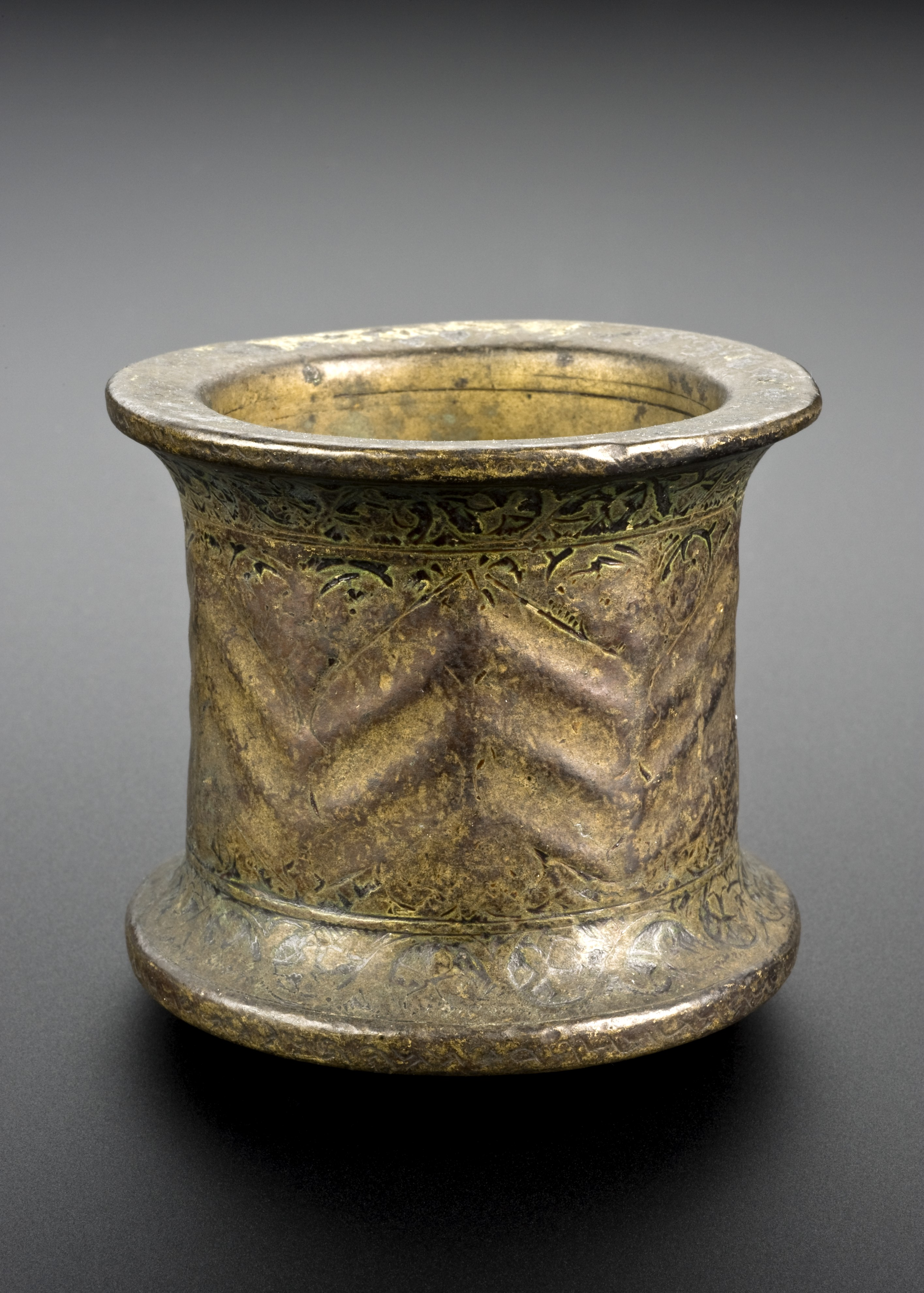
هاون من نحاس القلز يرجع لحضارة إسلامية

## التأثيل

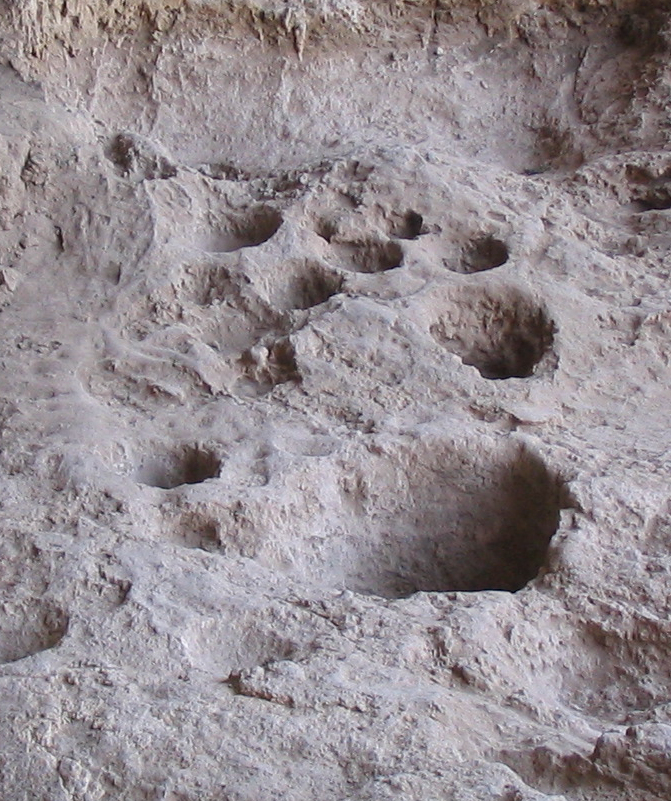
قذائف هاون صخرية في كهف ركيفت ، تُستخدم لصنع البيرة خلال العصر الحجري.

-هاون كلمة ذات أصل فارسي «هاون» وهو جرن صغير من نحاس وصُفر يُدق فيه الذَّرُور دقًا ناعمًا. أما المدقة فهي اسم آلة على وزن مِفعلة من الفعل دقَّ.
-المهباج (أو  المهباش) مشتق من كلمة هَبَجَ والتي تعني في لسان العرب (هَبَجَ يَهْبِجُ هَبْجاً) أي ضرب ضرباً متتابعاً فيه رخاوة والهَبْجُ الضرب بالخشب.

## الاستخدامات

### الدواء

مبدع صيدلية هاون ومدقة، وعرض رمز ℞ عن الوصفات الطبية.

تم استخدام الهاون والمدقات بشكل تقليدي في الصيدليات لسحق المكونات المختلفة قبل تحضير وصفة طبية لاحقة. يعد الهاون والمدقة، مع قضيب أسكليبيوس والصليب الأخضر وغيرهما، أحد أكثر رموز علم الأدوية انتشارًا،  جنبًا إلى جنب مع كرة مشاهدة الكرة الأرضية show globe.
للاستخدام الصيدلاني، عادة ما يكون الهاون ورأس المدقة مصنوعًا من البورسلين، بينما يكون مقبض المدقة مصنوعًا من الخشب. يُعرف هذا بهاون ومدقة ويدج وود Wedgwood وتم إنشاءه في عام 1759. اليوم، يُعرف فعل خلط المكونات أو تقليل حجم الجسيمات بالسحن trituration.
يستخدم الهاون والمدقة أيضًا كأدوات مخدرات لطحن الحبوب لتسريع الامتصاص عند تناولها، أو استعدادًا للنفخ. يستخدمان أيضا للأدوية المطحونة بدقة، وغير المتوفرة في شكل جرعات سائلة تستخدم أيضًا إذا كان المرضى بحاجة إلى تغذية صناعية مثل التغذية بالحقن أو الأنبوب الأنفي المعدي.

### تحضير الطعام

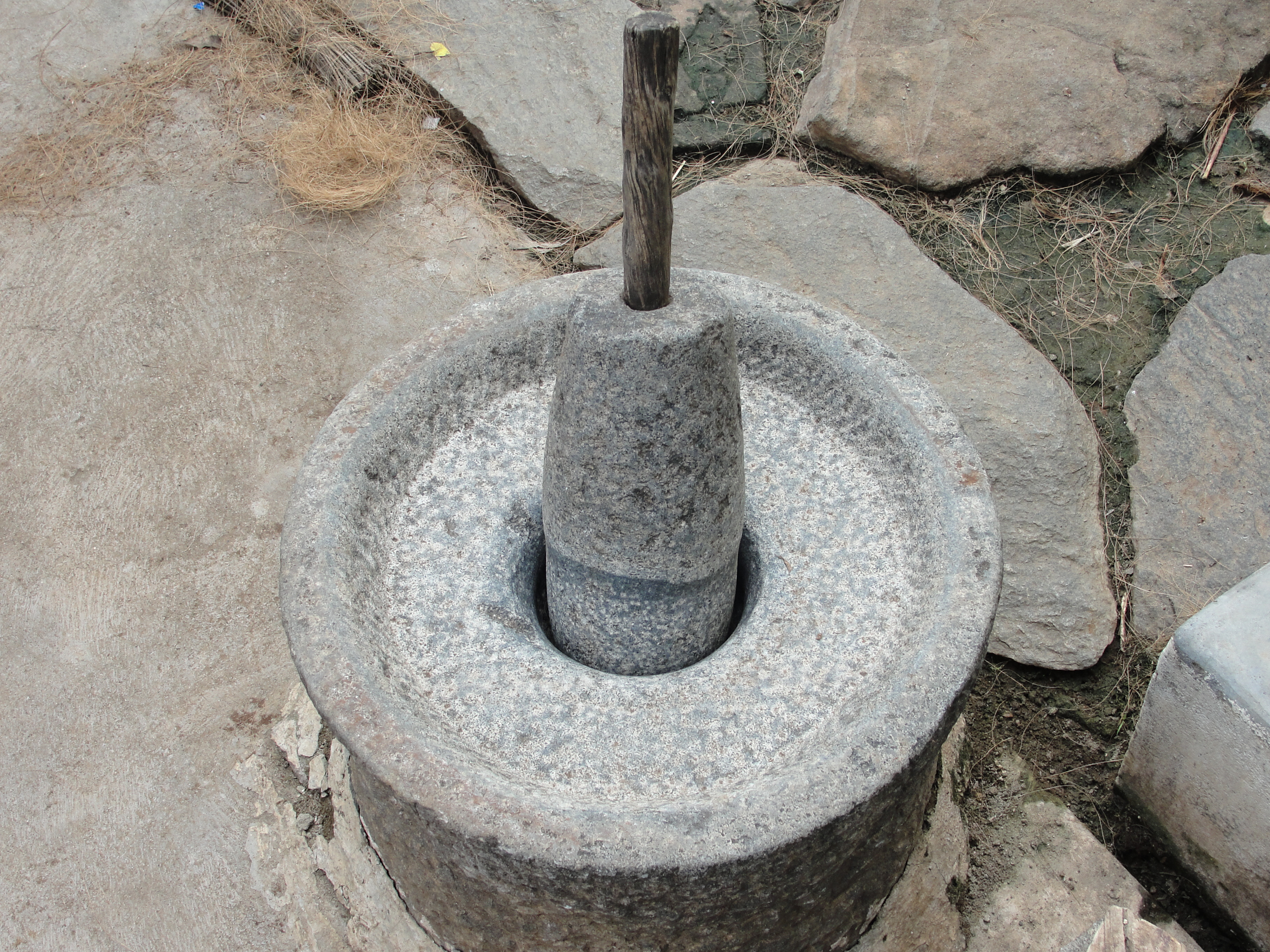
هاون ومدقة هندية تقليدية.

يستخدم الهاون أيضًا في الطهي لتحضير المكونات الرطبة أو الزيتية مثل الجواكامولي والحمص والبيستو (والتي اشتق اسمها من دق المدقة)، وكذلك طحن التوابل إلى مسحوق. إن المولكاجيت molcajete، وهي نسخة مستخدمة من قبل ثقافات أمريكا الوسطى قبل الأسبانية بما في ذلك الأزتك والمايا، والتي تمتد إلى آلاف السنين، وهي مصنوعة من البازلت وتستخدم على نطاق واسع في الطبخ المكسيكي. تستخدم الدول الأمريكية الأصلية الأخرى الهاون المنحوت في صخر الأساس لطحن الجوز والمكسرات الأخرى. يمكن العثور على العديد من هذه المنخفضات بشكل هاون في أراضيهم.
في اليابان، يستخدم الهاون الكبير جدًا مع مطرقة خشبية لتحضير موتشي. يُطلق على الهاون والمدقة اليابانية ذات الحجم العادي اسم سوريباشي suribachi و سوريكوجي surikogi ، على التوالي. تُستخدم الهاونات والمدقات الجرانيتية في جنوب شرق آسيا،   بالإضافة إلى باكستان والهند. في الهند، يتم استخدامه على نطاق واسع لصنع خلطات التوابل لمختلف الأطباق الشهية وكذلك الأطباق اليومية. مع ظهور المطاحن الآلية، انخفض استخدام الهاون والمدقة. من التقليدي في مختلف الاحتفالات الهندوسية (مثل حفلات الزفاف، واليوبانايانام upanayanam) سحق الكركم في هذه الهاونات.
في الملايو، يُعرف باسم باتو ليسونغ . وهو هاون حجري كبير، مع مدقات خشب طويلة (2-3 قدم) في غرب آسيا لطحن اللحوم لصنع نوع خاص من رغيف اللحم، أو الكبة، بالإضافة إلى صنف الحمص المعروف بالمسبحة (طبق طعام مشهور في بلاد الشام) . يعرف الهاون في إندونيسيا وهولندا باسم الشوبك Cobek أوتجوبيك Tjobek وتعرف المدقة باسم الكان Ulekan أو الأولكان Oelekan . يكون الشوبك على شكل طبق أو صحن عميق. يكون الكان إما على شكل مسدس أو بيضاوي الشكل. غالبًا ما يستخدم لصنع السامبال الطازج، وهو بهار حار جدا، ومن ثم فإن السامبال أوليك تدل على عمليتها باستخدام المدقة. كما أنها تستخدم لطحن الفول السوداني والمكونات الأخرى لصنع صلصة الفول السوداني لجادو-غادو.

### التقشير وإزالة القشرة

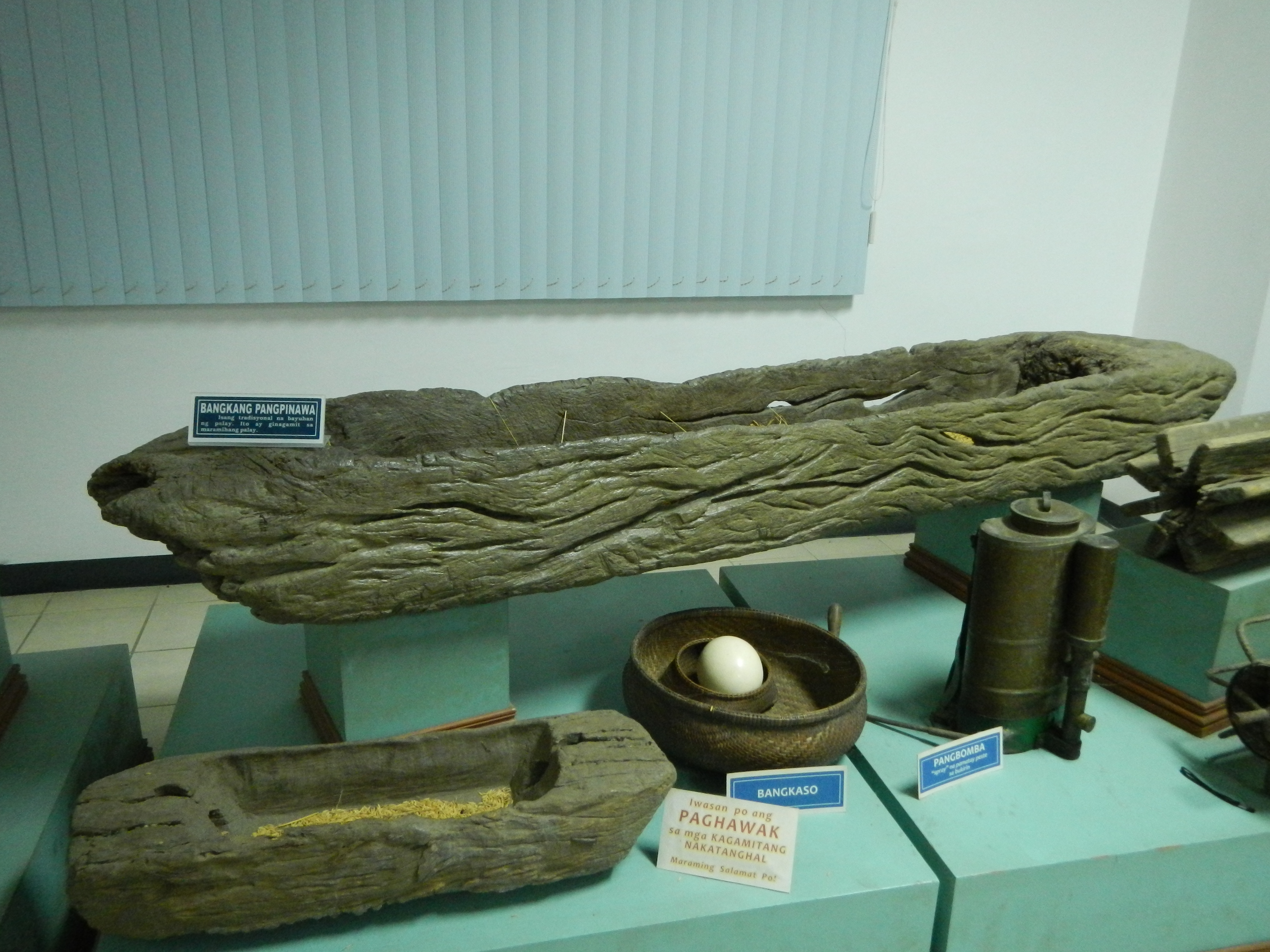
بانغكانغ بينوا ، حرفيا "قارب (بانجكا) للأرز غير المصقول"، هاون ومدقة قديمة من الفلبين

يستخدم الهاون والمدقات الكبيرة بشكل شائع في البلدان النامية لقشر وإزالة الحبوب. عادة ما تكون مصنوعة من الخشب، ويتم تشغيلها بواسطة شخص واحد أو أكثر.
في الفلبين، يرتبط الهاون والمدقات على وجه التحديد بزراعة قشر الأرز. الهاون والمدقة التقليدية البارزة هي بانغكانغ بيناوا bangkang pinawa على شكل قارب أوبانغكانغ بانغ بيناوا bangkang pangpinawa ، حرفيًا «قارب (بانجكا) للأرز غير المصقول»، وعادة ما يتم نحته من كتلة من خشب خاص صلب هو فيتكس بارفيفلورا أو أي خشب صلب آخر. يقوم عادة شخصان أو ثلاثة باستخدامه معا. اسم الهاون لوزونغ lusong هو أصل اسم أكبر جزيرة في الفلبين - لوزون.

## المواد

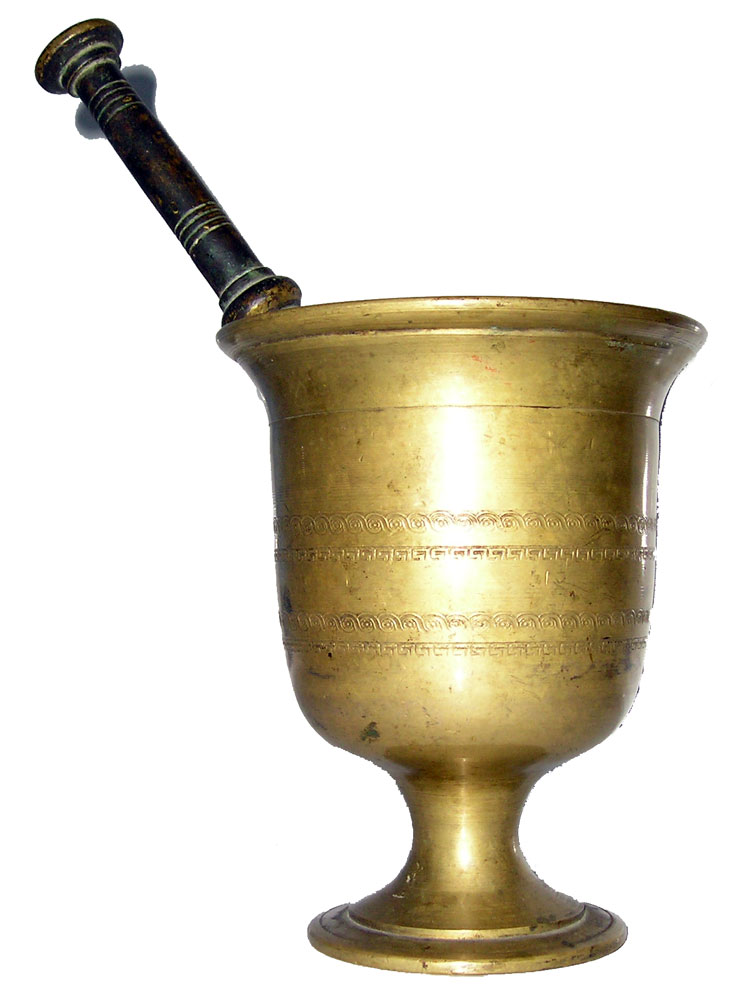

يجب أن تكون المواد المستخدمة في صنع الهاون والمدقة جيدة وصلبة بدرجة كافية لسحق المادة بدلاً من التآكل بها. لا يمكن أن تكون هشة للغاية، أو أنها سوف تنكسر أثناء الضرب والطحن. يجب أن تكون المادة أيضًا متماسكة، بحيث لا تختلط الأجزاء الصغيرة من الهاون أو المدقة بالمكونات. يتم اختيار المواد الملساء وغير المسامية التي لن تمتص أو تحبس المواد المطحونة.

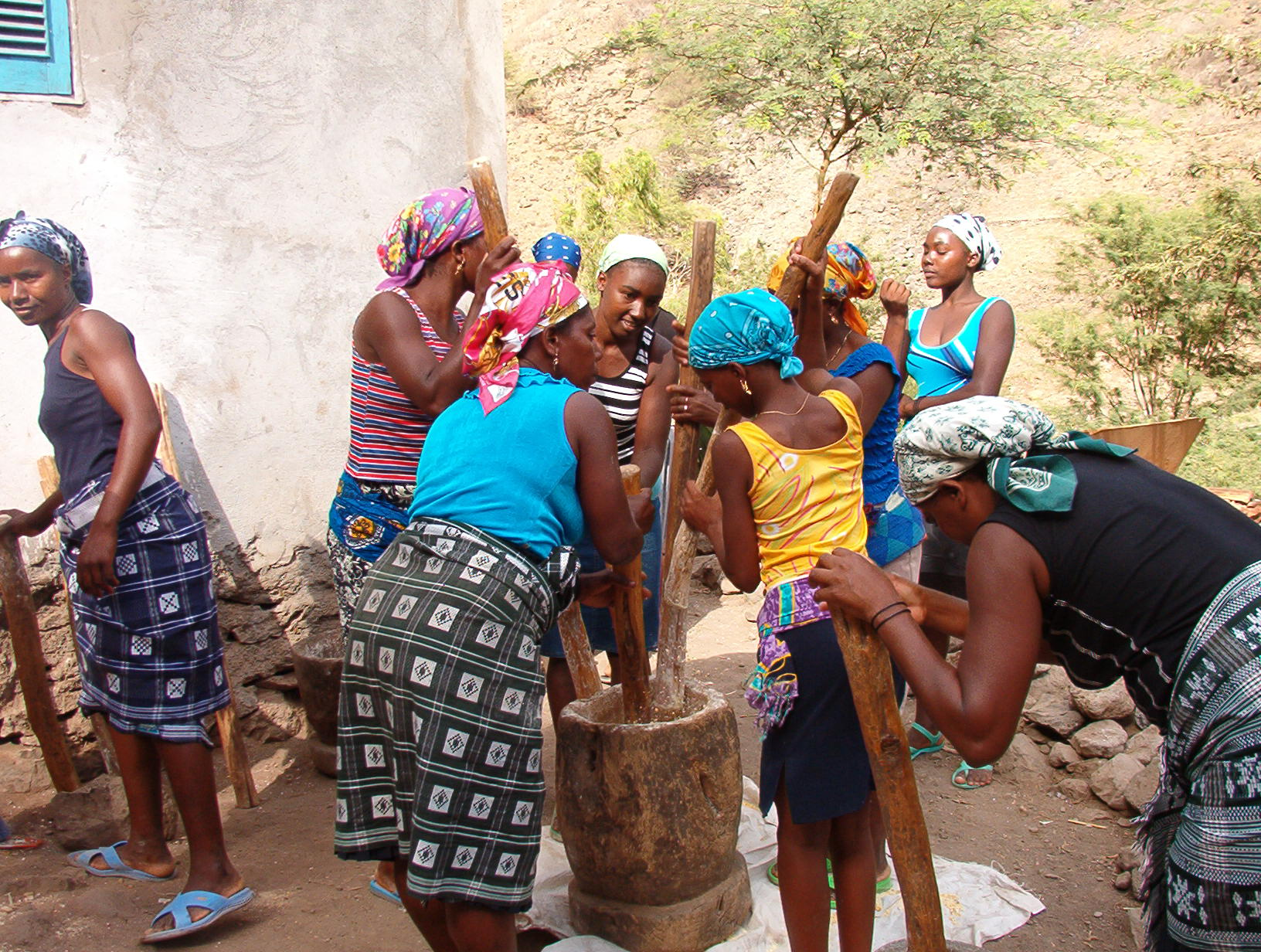
نساء في الرأس الأخضر يستخدمن ملاطًا كبيرًا به عدة مدقات.

في تحضير الطعام، قد تتسبب مادة خشنة أو ماصة في تذوق النكهة القوية لمكوِّن سابق في الطعام المُعد لاحقًا. أيضًا، قد تدعم جزيئات الطعام المتبقية في الهاون والمدقة نمو الكائنات الحية الدقيقة. عند التعامل مع الأدوية، قد تتفاعل الأدوية المعدة مسبقًا أو تختلط، مما يؤدي إلى تلويث المكونات المستخدمة حاليًا.
يمكن استخدام مجموعات الهاون والمدقة الخزفية الخشنة لتقليل المواد إلى مساحيق دقيقة جدًا، ولكن يمكن تلطيخها بسهولة وهشاشة. يتم أحيانًا تكييف هاون البورسلين للاستخدام عن طريق طحن بعض الرمل لمنحها سطحًا أكثر خشونة مما يساعد على تقليل حجم الجسيمات. الهاون والمدقات الزجاجية هشة، لكنها مقاومة للبقع ومناسبة للاستخدام مع السوائل. ومع ذلك، فهي لا تطحن بدقة مثل نوع السيراميك.
تشمل المواد الأخرى المستخدمة الحجر، غالبًا الرخام أو العقيق، والخشب (عالي الامتصاص)، والخيزران، والحديد، والصلب، والنحاس الأصفر والبازلت. أثبتت مجموعات الهاونات والمدقات المصنوعة من خشب كروم العنب القديمة أنها موثوقة لطحن الملح والفلفل على مائدة العشاء. أحيانًا يتم طحن الأرز غير المطبوخ في الهاون لتنظيفه. يجب تكرار هذه العملية حتى يخرج الأرز أبيض تمامًا. تحتاج بعض الأحجار، مثل مولكاجيتي، إلى التحضير أولاً قبل الاستخدام. يتم الاحتفاظ بالهاون المعدنية مزيتة قليلاً.

## مطحنة هاون آلية
نظرًا لأن النتائج التي تم الحصول عليها من خلال الطحن اليدوي ليست قابلة للتكرار أو موثوقة، فإن معظم المعامل تعمل باستخدام مطاحن الهاون الأوتوماتيكية. يمكن تعديل وقت الطحن وضغط الهاون وتثبيته، مما يوفر الوقت والعمالة.
اخترع إف كورت ريتش F. Kurt Retch أول مطحنة هاون أوتوماتيكية في عام 1923 والمسماة مطحنة ريتشميل "Retschmill".

## المزايا
يوفر استخدام الهاون والمدقة ميزة أن المادة يتم سحقها بطاقة منخفضة بحيث لا يتم تسخين المادة.

## التراث الشعبي
في الحكايات الروسية، تصور بابا ياجا على أنها عجوز شمطاء تطير في الهواء في هاون، مستخدمًة المدقة كدفة توجيه.

## صالة عرض

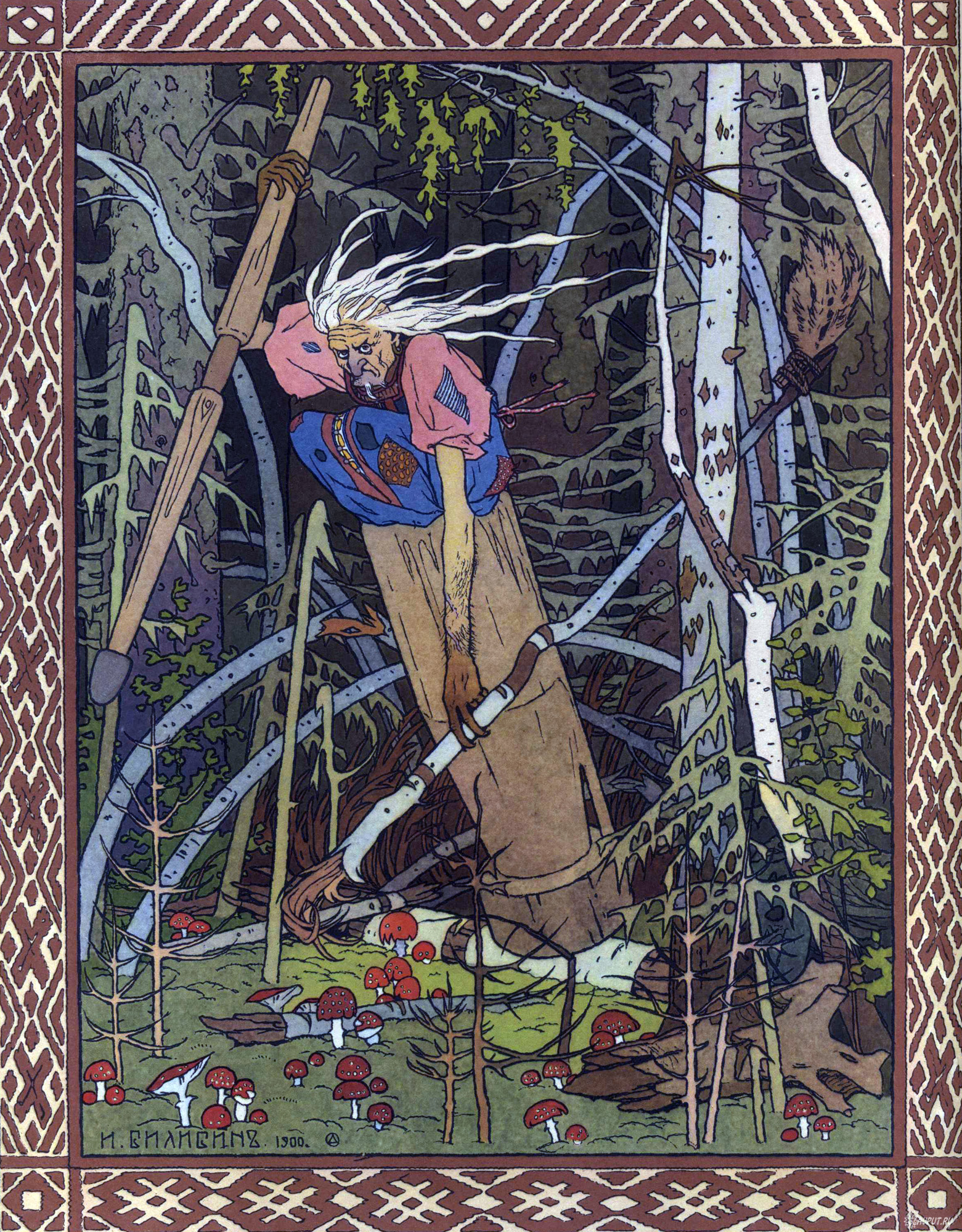
تطير شخصية بابا ياجا وهي تقف في هاون ، وتحمل مكنسة في هذا العمل الفني لإيفان بيليبين  [لغات أخرى]‏
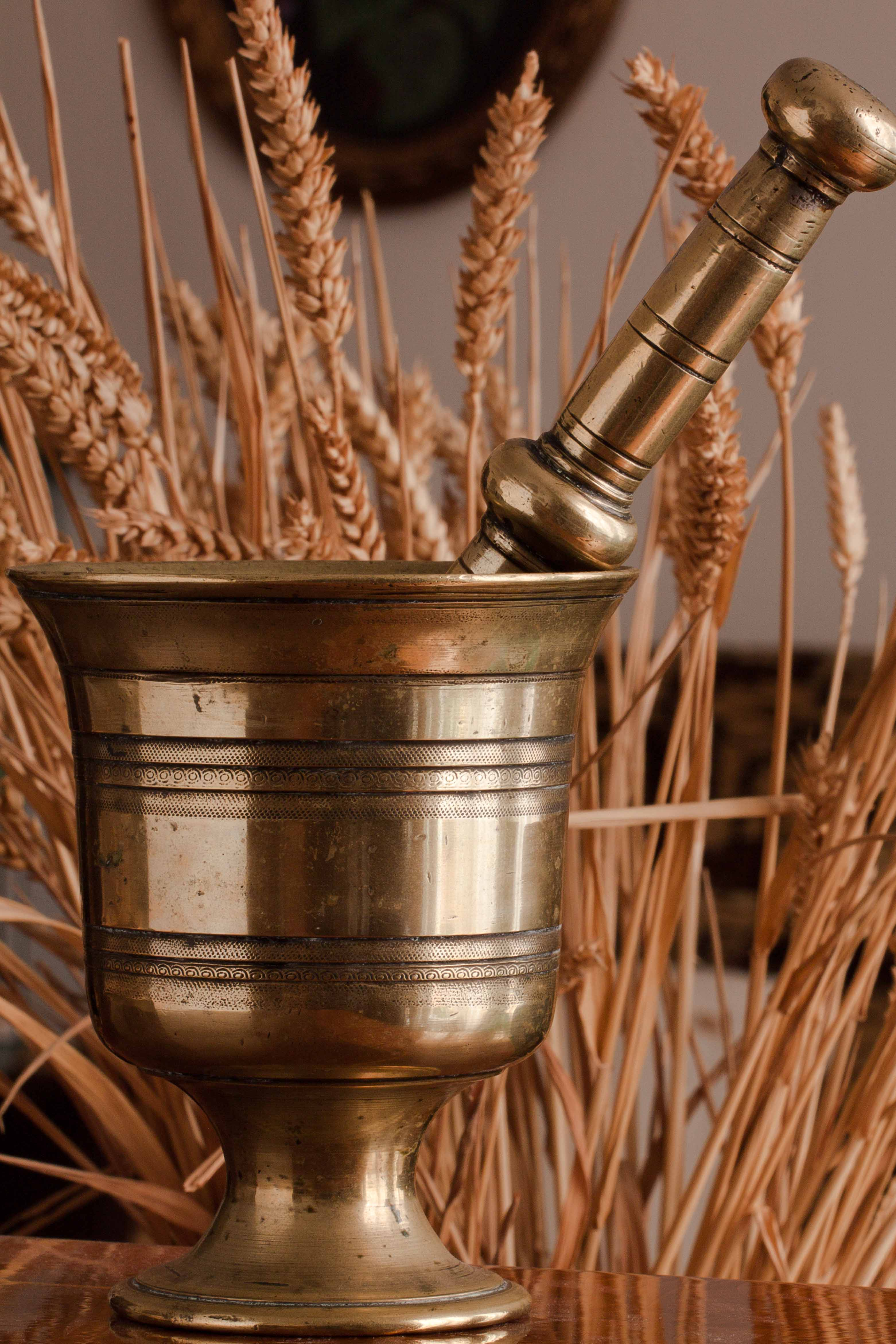
هاون ومدقة من سبائك البرونز ، اليونان
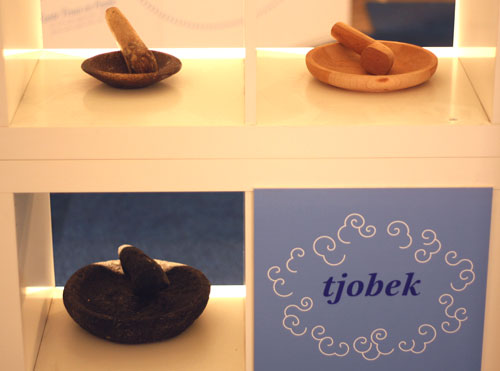
تجوبيك هي الكلمة الإندونيسية في الهجاء الهولندي للهاونات والمدقات.
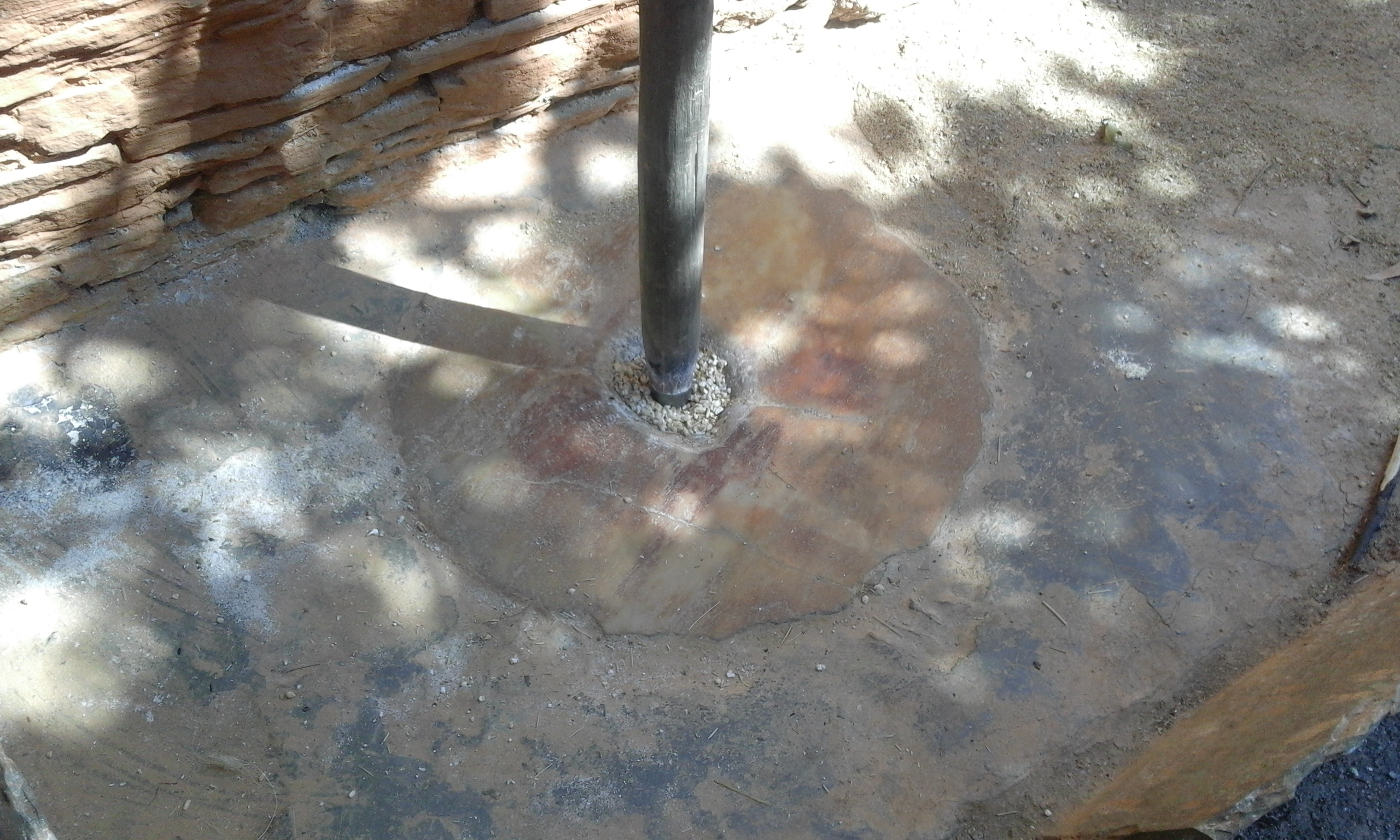
هاون ومدقة نيبالية تقليدية
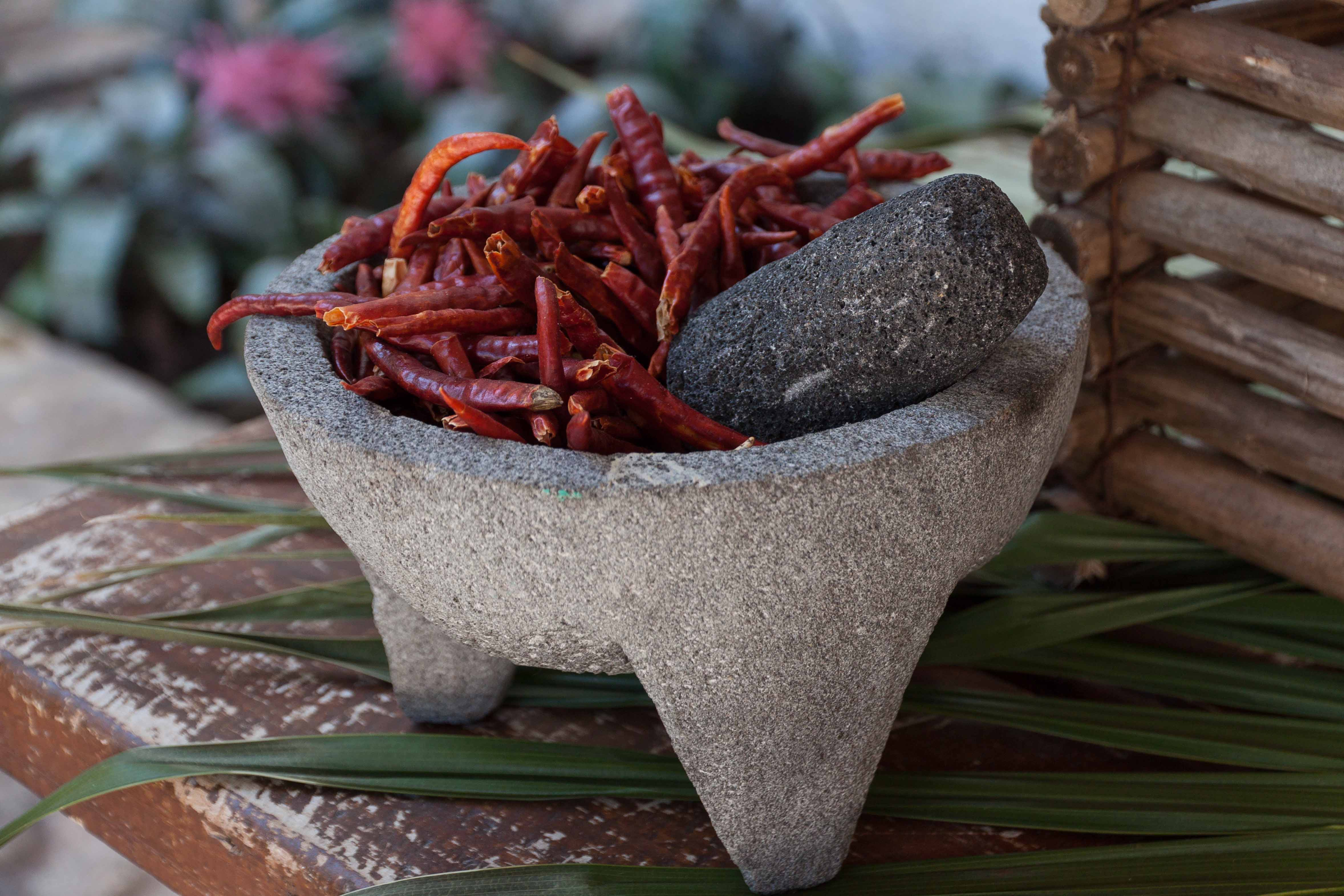
مالكاجيته تيجولوته Molcajete y tejolote ، المكسيك.
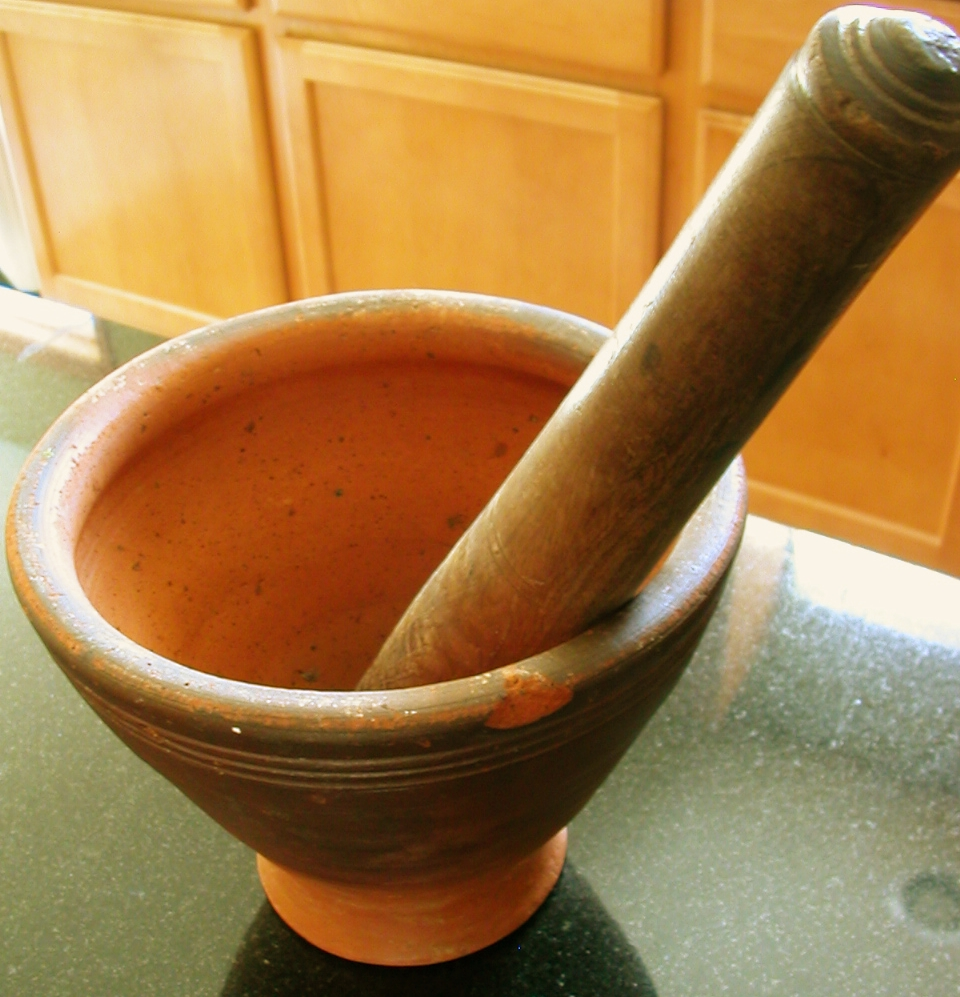
هاون ومدقة من طراز لاو.
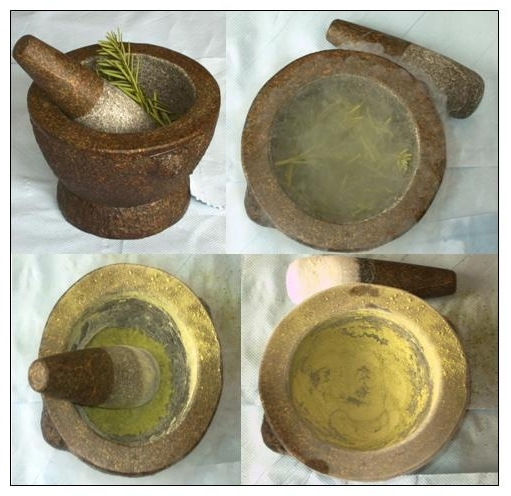
هاونات ومدقات تستخدم لسحق المواد النباتية